# Barry Davies
Pour les articles homonymes, voir Davies.
Pas d'image ? Cliquez ici

a Compétitions nationales et continentales officielles uniquement.

b Matchs officiels uniquement.
Dernière mise à jour le 2 novembre 2021.
Barry Davies, né le 5 mars 1981 à Carmarthen (Pays de Galles), est un joueur gallois de rugby à XV, qui a évolué avec l'équipe du pays de Galles en 2006, au poste d'arrière.

## Carrière

### En club
À l'âge de 19 ans, il quitte le club de Carmarthen Athletic pour le Llanelli RFC. En 2003, il rejoint les Llanelli Scarlets. 
Il a disputé 25 rencontres en Coupe d'Europe.
- Carmarthen Athletic
- Llanelli RFC  2001-2003
- Llanelli Scarlets  2003-2007
- CA Brive  2007-2009
- Ospreys  2009-2012
- London Welsh RFC  2012
- Jersey Reds  2012-2013
- Arrêt

### En équipe nationale
Il a disputé son unique test match le 26 février 2006, contre l'équipe d'Irlande.

## Palmarès
- En équipe nationale : 1 sélection 
  - Sélections par année : 1 en 2006
  - Tournois des cinq/six nations disputés : 2006